# バブンスキー

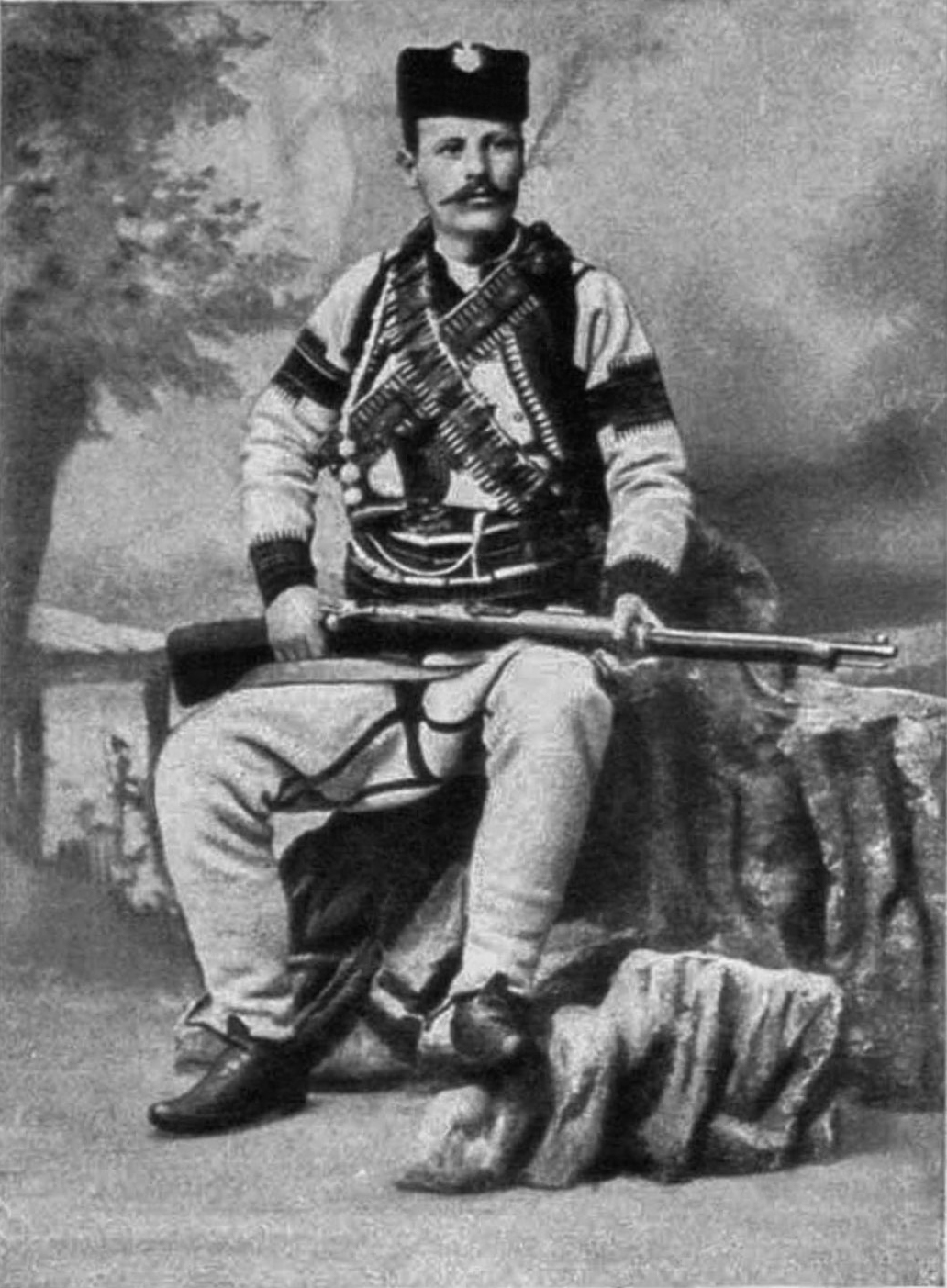
この姓は、ジョヴァン・バブンスキーに由来する。

バブンスキー （ キリル文字 Бабунски）は、マケドニア語の姓で、ヴェレス近くのバブナ山に由来する地名の姓である。 これは、セルビアのチェトニク・ヴォイヴォダ・ジョヴァン・ストイコヴィッチの子孫に、ノム・デ・ゲエール（または「チェトニク」）「バブンスキー」から姓として採用された。 ジョバンはサッカー選手のボバン・バブンスキーの曾祖父であり、ボバン・バブンスキーは、ダビドとドリアンの兄弟の父親である。
- ジョヴァン・バブンスキー（英語版） （1878–1920）、マケドニアのセルビア・チェトニクの指導者
- ボバン・バブンスキー 、マケドニアのサッカー選手
- ダビド・バブンスキ 、マケドニアのサッカー選手
- ドリアン・バブンスキー 、マケドニアのサッカー選手